# ناتاليا رودريغيث مارتينث
ناتاليا رودريغيث مارتينث (بالإسبانية: Natalia Rodríguez Martínez، ولدت في 2 يونيو 1979، طراغونة، إسبانيا) رياضية ألعاب قوى إسبانية.

## إنجازاتها

### بطولة العالم لألعاب القوى
- 2011 ديغو  كوريا الجنوبية:  ميدالية برونزية في سباق 1.500 متر.

### بطولة العالم لألعاب القوى داخل الصالات
- 2010 الدوحة  قطر:  ميدالية فضية في سباق 1.500 متر.

### بطولة أوروبا لألعاب القوى
- 2010 برشلونة  إسبانيا:  ميدالية برونزية في سباق 1.500 متر.

### بطولة أوروبا لألعاب القوى داخل الصالات
- 2009 تورينو  إيطاليا:  ميدالية فضية في سباق 1.500 متر.